# Бруно III Изенбург-Бюдингенский
Бруно Казимир Альберт Эмиль Фердинанд Фюрст цу Изенбург унд Бюдинген (нем. Bruno Casimir Albert Emil Ferdinand Fürst zu Ysenburg und Büdingen ; 14 июня 1837 — 26 января 1906) — немецкий аристократ, 3-й князь Изенбург-Бюдинген.

## Биография
Сын князя Эрнста Казимира II (1806—1861) и Теклы Эрбах-Фюрштенау (1815—1874). Изучал юриспруденцию в Гётингенском университете.
После смерти отца в 1861 году, унаследовал титул князя Изенбург-Бюдингена и автоматически вошёл в состав первой палаты Гессена. Был её президентом с 1889 по 1900 год.

## Личная жизнь
Первым браком был женат на Матильде Сольмс-Гогенсольмс-Лихской (1842—1867), дочери Фердинанда Сольмс-Гогенсольмс-Лихского (1806—1876). У них родились две дочери:
- Гедвига Изенбург-Бюдингенская (1863—1925), дважды замужем. От первого брака с Бото Штольберг-Росла имела 7 детей, включая Елизавету Штольберг-Россла.
- Элизабет Изенбург-Бюдингенская (1864—1946), замужем за бароном Рудольфом фон Тюнген, 4 детей.

Во второй раз женился в 1869 году на Берте Кастель-Рюденхаузен (1845—1927). В этом браке родились 7 дочерей и единственный сын:
- Эмма Изенбург-Бюдингенская (1870—1944), замужем за графом Отто Сальмс-Лаубахским[нем.], имела 4 детей.
- Мария Изенбург-Бюдингенская (1875—1952)
- Вольфганг Изенбург-Бюдингенский[нем.] (1877—1920) — последний князь Изенбург-Бюдингена, детей не имел.
- Текла Изенбург-Бюдингенская (1878—1950), замужем за Манфредом V фон Коллальто унд Сан Сальваторе, 5 детей.
- Матильда Изенбург-Бюдингенская (1880—1947), замужем за Корнелиусом Хайль цу Херншайм, имела потомство.
- Елена Изенбург-Бюдингенская (1881—1951)
- Герта Изенбург-Бюдингенская (1883—1972), замужем за Альбрехт Шлезвиг-Гольштейн-Зондербург-Глюксбургским.
  - Внучка — Ортруда Шлезвиг-Гольштейн-Зондербург-Глюксбургская[исп.], супруга главы Ганноверской династии Эрнста Августа IV.
- Анна Изенбург-Бюдингенская[англ.] (1886—1980), вторым браком замужем за Леопольдом IV, князем Липпе. Дочь от первого брака и сын — Армин от второго.

Потомками Бруно III являются нынешний титулярный глава дома Липпе Стефан, глава Ганноверской династии Эрнст Август V Брауншвейгский и глава дома Гогенцоллернов Георг Фридрих фон Гогенцоллерн.

## Награды
- Великое герцогство Гессен:[3]
  -  Кавалер ордена Людвига первого класса, 12 января 1860;[4] Grand Cross, 5 August 1879[5]
  -  Большой крест Орден Филиппа Великодушного, 26 октября 1866[5]
  -  Кавалер ордена Золотого льва
- Австро-Венгрия:  Кавалер ордена Железной короны первого класса, 1880[6]
- Королевство Бавария:  Большой крест Орден Гражданских заслуг Баварской короны, 1892[7]
- королевская семья Ганновера: кавалер ордена Эрнста Августа[англ.] первого класса[3]
- Королевство Пруссия:[8]  Кавалер ордена Короны 3 класса 18 марта 1872
- Саксен-Веймар-Эйзенах:  Большой крест орден Белого сокола, 1877[9]
- Королевство Саксония:  Большой крест орден Альбрехта 1877[10]
- Королевство Вюртемберг: Большой крест ордена Вюртембергской короны 1892[11]